# Armadilloniscus
Armadilloniscus är ett släkte av kräftdjur. Armadilloniscus ingår i familjen Detonidae.

## Dottertaxa tillArmadilloniscus, i alfabetisk ordning[1]
- Armadilloniscus aegaeus
- Armadilloniscus aestuarii
- Armadilloniscus albus
- Armadilloniscus amakusaensis
- Armadilloniscus biltoni
- Armadilloniscus bulgaricus
- Armadilloniscus candidus
- Armadilloniscus caraibicus
- Armadilloniscus cecconii
- Armadilloniscus conglobator
- Armadilloniscus coronacapitalis
- Armadilloniscus ellipticus
- Armadilloniscus hawaiianus
- Armadilloniscus holmesi
- Armadilloniscus hoonsooi
- Armadilloniscus iliffei
- Armadilloniscus indicus
- Armadilloniscus japonicus
- Armadilloniscus lamellatus
- Armadilloniscus lanyuensis
- Armadilloniscus letourneuxi
- Armadilloniscus lindahli
- Armadilloniscus littoralis
- Armadilloniscus malaccensis
- Armadilloniscus mekranensis
- Armadilloniscus minutus
- Armadilloniscus mirabilis
- Armadilloniscus ninae
- Armadilloniscus notojimensis
- Armadilloniscus ornatocephalus
- Armadilloniscus quadricornis
- Armadilloniscus steptus
- Armadilloniscus tuberculatus